# Pál Kadosa
Dans le nom hongrois Kadosa Pál, le nom de famille précède le prénom, mais cet article utilise l’ordre habituel en français Pál Kadosa, où le prénom précède le nom.
Pál Kadosa (né Pál Veisz ; Léva, 6 septembre 1903 – Budapest, 30 mars 1983) est un compositeur, pianiste et pédagogue hongrois.

## Biographie
Pál Kadosa perd son père lorsqu'il est enfant. Ses grands-parents vivaient à Nagyszombat (aujourd'hui Trnava en Slovaquie), et c'est là qu'il fréquente l'école primaire et apprend le piano. En 1918, alors qu'il a quinze ans, il emménage à Budapest avec sa mère, qui s'était remariée. C'est dans la capitale qu'il commence à étudier sérieusement le piano. D'abord avec Ilona Pál et en 1921, après l'obtention du diplôme, il est admis à l'Académie de musique Franz Liszt. Il étudie le piano avec Arnold Székely et Lili Keleti, la musique de chambre avec Leó Weiner, et la composition avec Zoltán Kodály. En outre, il pratique la peinture et le dessin, et l'histoire de l'art, la littérature. Il est en relation amicale avec notamment, le peintre Róbert Berény, Sándor Bortnyik, Huber István Dési, Andor Sugár, Pál Pátzay et György Goldmann. En 1927, il obtient son diplôme.
En tant que pianiste il considère comme sa tâche primordiale de jouer – en plus de ses propres œuvres – la musique contemporaine. Son jeu de piano évoque celui de Bartók dans ses sonorités et la pulsation rythmique typique.
Tout au long de la vie, il est un acteur important de la vie musicale hongroise. Il fonde en 1928 l'association des musiciens hongrois de musique moderne, qui fusionne plus tard avec l'Internationale Gesellschaft für Neue Musik, dont il est une personne importante. Après 1945, il est président de l'association des musiciens hongrois, puis président de l'Office du droit d'auteur. Il est également membre honoraire de la l'Académie royale de musique à Londres et membre correspondant de l'Académie des arts de la RDA.

## Enseignant
Kadosa est un important pédagogue du piano. Après son diplôme, entre 1927 et 1943, il enseigne à l'École de musique Fodor, mais la montée du fascisme l'oblige à quitter son poste et de 1943 à 1944 il enseigne à l'école de musique Goldmark, ce qui a presque interrompu sa carrière. Il enseigne à l'Académie de musique de 1945 jusqu'à sa mort en tant que chef du département de piano. Il a eu notamment comme élèves : Jenő Jandó, Zoltán Kocsis, György Kurtág, Dezső Ránki, András Schiff et Gyula Kiss (prix Liszt en 1972).

## Compositeur

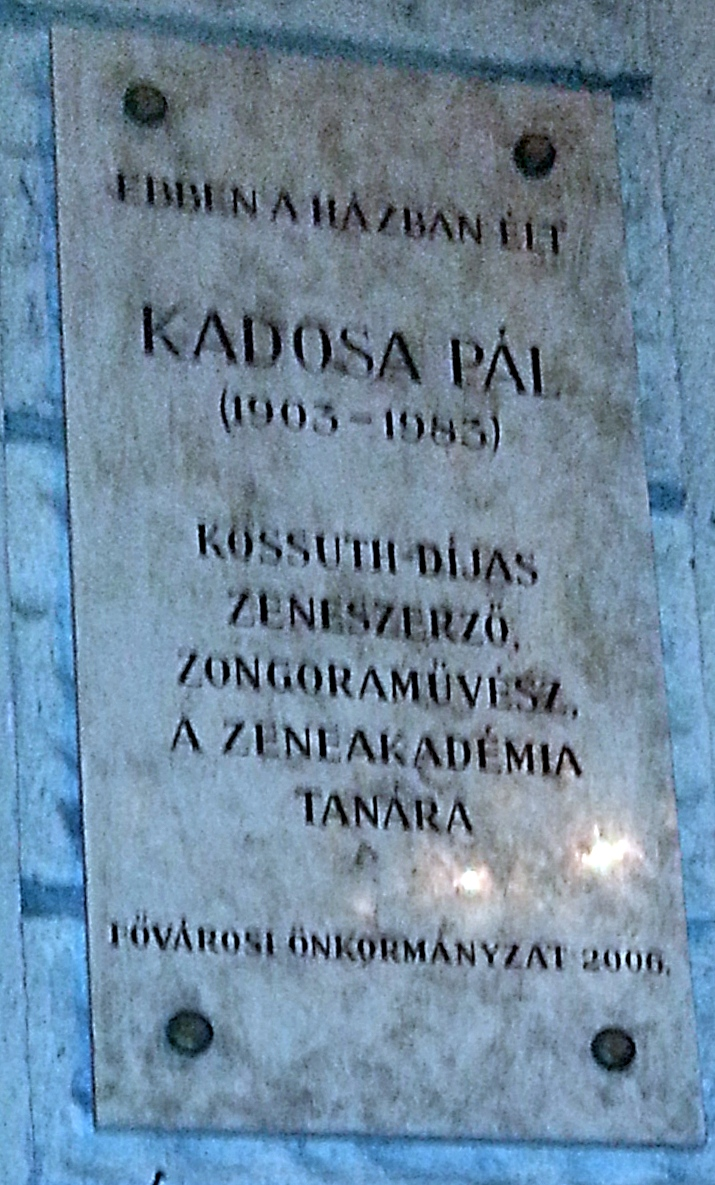
Plaque commémorative.

Le style de ses compositions est principalement influencé par Béla Bartók et Zoltán Kodály, mais il a aussi été très impressionné par le début de l'avant-garde et le néoclassicisme allemand. Toutes les formes issues des œuvres du répertoire classique peuvent être trouvées dans son catalogue ; il a composé à la fois des œuvres pour orchestre, dont huit symphonies et une symphonie de chambre, quatre concertos pour piano, deux concerto pour violon et pour d'autres instruments, ainsi qu'un opéra (Huszti kaland) ; des œuvres de musique de chambre, des pièces pour piano, ainsi que des œuvres chorales et des mélodies. 
L'œuvre est publiée chez Schott à Mayence.

## Prix
- Prix Kossuth (1950, 1975)
- Mérite artistique (1953)
- Prix Ferenc Erkel (1955, 1962)
- Prix d'excellence artistique (1963)

## Hommage
Le Csemadok (en) et les Amis de la musique hongroise de Slovaquie ont créé pour les pianistes amateurs le concours Pál Kadosa qui a lieu à Levice (en hongrois : Léva, la ville natale de Kadosa), tous les deux ans depuis 1993.

## Œuvres

### Compositions
- Opéra : Huszti kaland. d'après une nouvelle de Mór Jókai, livret de Bence Szabolcsi, 1950 (création, Opéra de Budapest, 1951).
- Symphonies : huit symphonies (op. 33, 1942 ; op. 39, 1948; op. 50, 1955; op. 53, 1959; op. 55, 1961 ; op. 62, 1966; op. 64, 1967; op. 66, 1968) ; symphonie de chambre op. 10, 1929).
- Concertos : quatre concerto pour piano (op. 15, 1931 ; op. 47, 1953 ; op. 63, 1966), deux concertos pour violon ; Concerto pour quatuor à cordes, deux concertos pour violon, alto et orchestre.
- D'autres œuvres orchestrales : le Père Goriot, Modri sziklák (musique pour la radio) ; les Gagnants (musique de scène, 1951) ; l'Honneur et la gloire (musique de film ; réalisateur : Viktor Gertler, auteur : István Örkény, 1951) ; des pièces pour orchestre; Gyászóda (1945) ; ouverture Mars ; Bouquet Sauvage ; Concertino; Sinfonietta ; Sérénade; deux divertimentos.
- Musique de chambre : Sonate pour violon seul ; Sonate pour violon et piano ; Trio à cordes ; Quintette à vent ; Trio avec piano, trois quatuors à cordes (op. 22, 1935 ; op. 25, 1936 ; op. 52, 1957) ; quatre sonates pour piano.
- Œuvres vocales : irre en ist Staatliche – « pièce didactique » pour voix, chœur et orchestre, op. 17, 1931), des cantates, œuvres chorales, chansons de messe, des mélodies.

### Écrits
- Beethoven és Magyarország. [Beethoven et la Hongrie] Új Zenei Szemle, 1952.
- Beszámoló a német zenei plénumról. Új Zenei Szemle, 1952.
- Emlékezés Bartókra. [Souvenirs de Bartók] Új Zenei Szemle, 1955.

## Discographie
- Musique pour piano - Pál Kadosa, Zoltán Kocsis, Dezső Ránki, Csilla Szabó, Kornél Zempléni, piano ; Orchestre philharmonique de Budapest, dir. Miklós Erdélyi (1955-76, Hungaroton) (OCLC 811245436 et 47998450)
- Concertos pour violon nos 1 et 2 - Maria Bálint et Dénes Kovács, violon ; Orchestre symphonique de la radio télévision, dir. G. Lehel et T. Breitner (1981, LP Hungaroton)

## Sources
- Dalos Anna, Kadosa Pál.  Mágus Kiadó, Budapest, 2003.  (ISBN 9639433152)
- Szabolcsi Bence, Tóth Aladár: Zenei lexikon 2. Zeneműkiadó, Budapest, 1965. p. 289–290.
- Magyar Nagylexikon 10. Magyar Nagylexikon Kiadó, Budapest, 2000.  (ISBN 9639257028). p. 406.
- Magyar életrajzi lexikon IV: 1978–1991 (A–Z).  Főszerk. Kenyeres Ágnes. Budapest: Akadémiai. 1994.  (ISBN 963056422X)
- BMC – Pál Kadosa